# هایسویل (کانزاس)
هایسویل (به انگلیسی: Haysville) شهری در ایالت کانزاس کشور ایالات متحده آمریکا است که جمعیت آن در سرشماری سال ۲۰۱۰ میلادی، ۱۰٬۸۲۶ نفر بوده‌است.